# ارتش آزادی‌بخش خلق

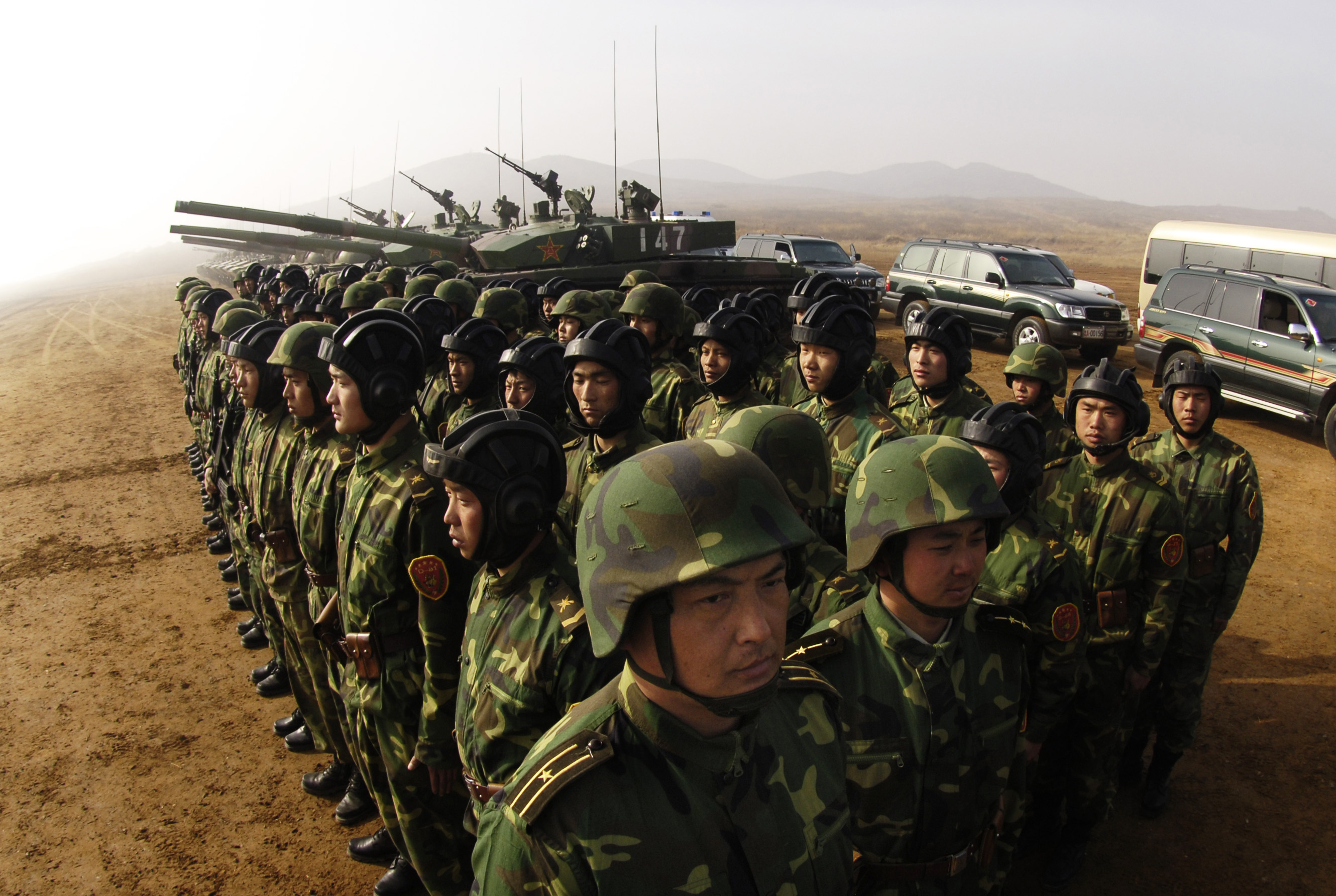

ارتش خلق چین(به چینی: 中国人民解放军) ارتش ملی جمهوری خلق چین است که در ۱ اوت ۱۹۲۷ همزمان با قیام نانجینگ با نام «ارتش سرخ کارگران و دهقانان چینی» تشکیل شد و در سال ۱۹۴۹ با فتح سرزمین اصلی چین به حکومت جمهوری چین بر این سرزمین پایان داد. ارتش آزادی‌بخش خلق چین از لحاظ تجهیزات بعد از ارتش ایالات متحده آمریکا و نیروهای مسلح روسیه سومین ارتش نیرومند در جهان است و از لحاظ تعداد پرسنل و نیروهای نظامی در جایگاه نخست قرار دارد.
ارتش آزادی‌بخش خلق از چهار بخش؛ نیروی زمینی، نیروی هوایی، نیروی دریایی و سپاه پشتیبان توپخانه، تشکیل می‌شود. هرچند در قوانین چین خدمت سربازی اجباری است اما این قانون با توجه به تعداد زیاد داوطلبان فعالیت در ارتش هیچگاه اجرا نشده‌است.

## جنگ‌ها
در سال ۱۹۵۹ میلادی، ارتش آزادی‌بخش خلق با نهضت مقاومت تبت، وارد «جنگی نابرابر» شد و در ۱۰ مارس ۱۹۵۹ مقاومت لهاسا را در هم شکست و تبت را به اشغال نظامی جمهوری خلق چین درآورد.

## توان نظامی
ارتش آزادی‌بخش خلق، در سال ۲۰۱۰ میلادی، ۱٬۳۲۰ فروند جنگنده، ۹ زیردریایی هسته‌ای، ۱ناوهواپیمابر ۲۹ ناوشکن و۵۰ناوچه ۲۴۰ کلاهک هسته‌ای داشته‌است.

## بودجه و پرسنل

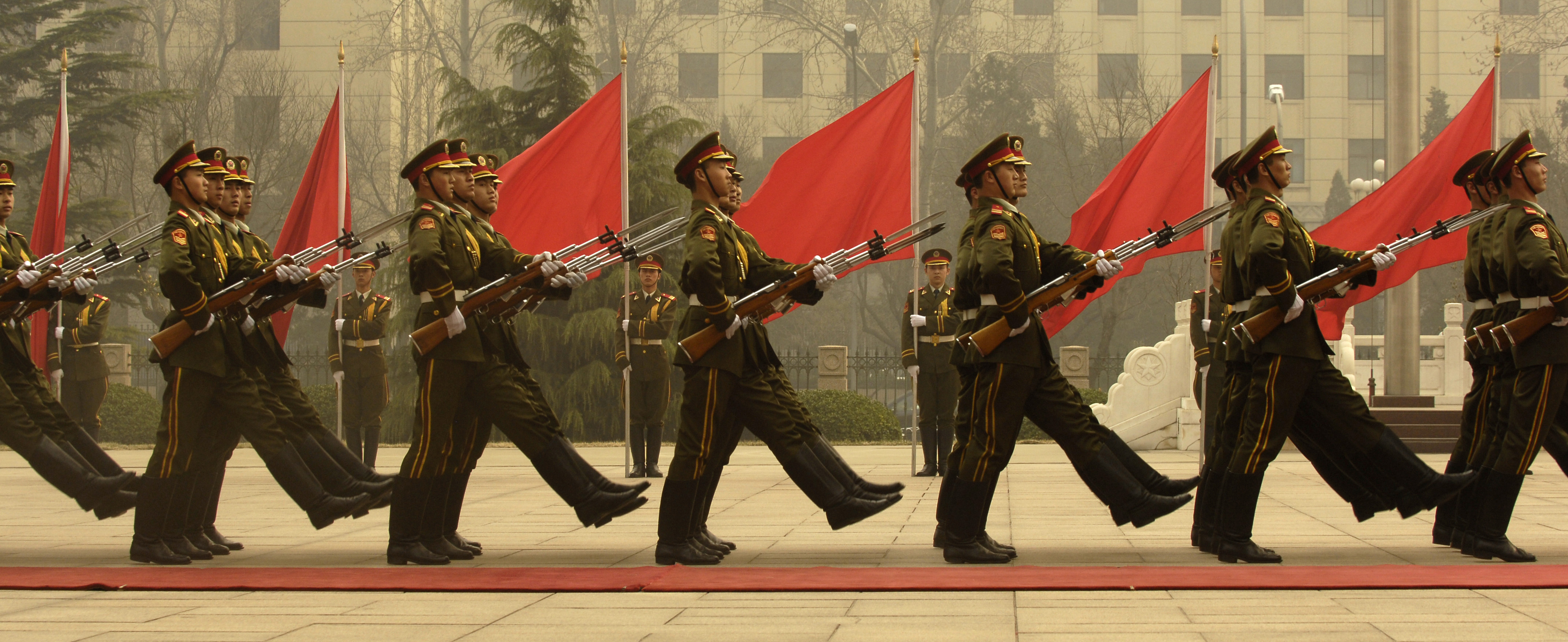
رژه افتخاری ارتش چین ارتش چین با ۲٫۳ میلیون پرسنل فعال، بزرگ‌ترین ارتش جهان به‌شمار می‌رود.

این ارتش با در اختیار داشتن ۲ میلیون و ۳۳۳ هزار نیروی حرفه‌ای بزرگ‌ترین ارتش دنیا از نظر تعداد پرسنل است. مجموع بودجه نظامی ارتش چین در سال ۲۰۱۳ میلادی، ۱۱۹ میلیارد دلار بود که این رقم برابرست با حدود ۱٫۴۶٪ از تولید ناخالص داخلی آن کشور.
ارتش چین برای دانشجویان این امکان را به وجود آورده‌است که پس از گذراندن دوره نظامی مخصوص، به تحصیلات خود ادامه بدهند. افرادی که قصد ورود به نیروی هوایی چین را دارند باید به زبان‌های روسی و انگلیسی مسلط باشند.